# Бланчард (Оклахома)
Бланчард (англ. Blanchard) — місто (англ. city) в США, в округах Макклейн і Грейді штату Оклахома. Населення — 8879 осіб (2020).

## Географія
Бланчард розташований за координатами 35°9′17″ пн. ш. 97°39′26″ зх. д. / 35.15472° пн. ш. 97.65722° зх. д. (35.154806, -97.657234).  За даними Бюро перепису населення США в 2010 році місто мало площу 85,33 км², з яких 85,00 км² — суходіл та 0,33 км² — водойми. В 2017 році площа становила 77,10 км², з яких 76,84 км² — суходіл та 0,25 км² — водойми.

### Клімат
| Клімат : Бланчард        | Клімат : Бланчард | Клімат : Бланчард | Клімат : Бланчард | Клімат : Бланчард | Клімат : Бланчард | Клімат : Бланчард | Клімат : Бланчард | Клімат : Бланчард | Клімат : Бланчард | Клімат : Бланчард | Клімат : Бланчард | Клімат : Бланчард | Клімат : Бланчард |
| Показник                 | Січ.              | Лют.              | Бер.              | Квіт.             | Трав.             | Черв.             | Лип.              | Серп.             | Вер.              | Жовт.             | Лист.             | Груд.             | Рік               |
| Середній максимум, °C    | 9,7               | 12,8              | 18,4              | 23,7              | 27,4              | 31,4              | 34,9              | 34,7              | 29,9              | 24,4              | 16,9              | 11,3              | 22,9              |
| Середній мінімум, °C     | −2,7              | −0,6              | 4,3               | 9,8               | 14,4              | 18,7              | 21,2              | 20,7              | 16,7              | 10,4              | 4,3               | −1                | 9,7               |
| Норма опадів, мм         | 28                | 46                | 69                | 79                | 127               | 102               | 66                | 69                | 107               | 86                | 53                | 41                | 866               |
| ------------------------ | ----------------- | ----------------- | ----------------- | ----------------- | ----------------- | ----------------- | ----------------- | ----------------- | ----------------- | ----------------- | ----------------- | ----------------- | ----------------- |
| Джерело: Weatherbase.com |                   |                   |                   |                   |                   |                   |                   |                   |                   |                   |                   |                   |                   |

## Демографія
Згідно з переписом 2010 року, у місті мешкало 7670 осіб у 2791 домогосподарстві у складі 2234 родин. Густота населення становила 90 осіб/км².  Було 2947 помешкань (35/км²).
Расовий склад населення:
| - 89,0 % — білих - 5,0 % — корінних американців - 0,5 % — чорних або афроамериканців - 0,3 % — азіатів |

До двох чи більше рас належало 4,6 %. Частка іспаномовних становила 3,9 % від усіх жителів.
За віковим діапазоном населення розподілялося таким чином: 28,1 % — особи молодші 18 років, 60,5 % — особи у віці 18—64 років, 11,4 % — особи у віці 65 років та старші. Медіана віку мешканця становила 37,1 року. На 100 осіб жіночої статі у місті припадало 97,3 чоловіків;  на 100 жінок у віці від 18 років та старших — 95,0 чоловіків також старших 18 років.
Середній дохід на одне домашнє господарство  становив 74 110 доларів США (медіана — 63 685), а середній дохід на одну сім'ю — 81 937 доларів (медіана — 71 983). Медіана доходів становила 56 515 доларів для чоловіків та 35 784 долари для жінок. За межею бідності перебувало 11,5 % осіб, у тому числі 12,6 % дітей у віці до 18 років та 10,7 % осіб у віці 65 років та старших.
Цивільне працевлаштоване населення становило 3649 осіб. Основні галузі зайнятості: освіта, охорона здоров'я та соціальна допомога — 19,0 %, публічна адміністрація — 13,9 %, роздрібна торгівля — 13,4 %.